# Millcreek
Millcreek ist eine Stadt im Salt Lake County des US-Bundesstaates Utah. Die Stadt ist Teil des Großraums Salt Lake City. Sie wurde 2016 nach einer Bürgerabstimmung als eigenständige Gemeinde gegründet und war davor ein Census-designated place und Township. Das U.S. Census Bureau hat bei der Volkszählung 2020 eine Einwohnerzahl von 63.380 ermittelt.

## Geografie
Millcreek hat Vorstadtcharakter und liegt eingekeilt zwischen Salt Lake City und South Salt Lake im Norden und Murray und Holladay im Süden.

## Demografie
Nach der Volkszählung von 2020 leben in Millcreek 63.380 Menschen. Die Bevölkerung teilt sich 2019 auf in 86,4 % Weiße, 2,0 % Afroamerikaner, 0,7 % indianischer Abstammung, 4,5 % Asiaten, 0,6 % Ozeanier und 2,3 % mit zwei oder mehr Ethnizitäten. Hispanics machten 10,1 % der Bevölkerung von Millcreek aus. Das mittlere Haushaltseinkommen lag 2019 bei 72.134 US-Dollar und die Armutsquote bei 8,5 %.
| Jahr | Einwohner¹ |
| ---- | ---------- |
| 1990 | 32.230     |
| 2000 | 30.377     |
| 2010 | 62.139     |
| 2020 | 63.380     |

¹ 1990 – 2020: Volkszählungsergebnisse